# 王植 (三國演義)
王植为历史小说《三国演义》的虚构人物，在正史《三国志》中并无此人。
根据《三国演义》第27回记载，王植为曹操部下，任荥阳太守，是洛阳太守韩福的亲家。关羽护送甘、糜二嫂投奔刘备，经过第四关荥阳。他得知关羽杀了韩福，想谋害关羽，将其迎入旅馆，图谋半夜放火烧死关羽一行。但他部下从事胡班密告关羽，关羽连忙护送两位夫人出城，王植随后带兵追赶,，交锋时被关羽斩杀。王植是关羽在过五关斩六将中被斩的第五名将领。

## 其它作品中出現的王植
- 電影《關雲長》（2010年）：由中國演員王學兵飾演，在劇中是一名好官，還殺了上一任貪官，聽聞關羽一路過關斬將，想要攔住關羽，和關羽打鬥了一番之後，關羽決定要去尋找綺蘭，因此決定不殺王植，而王植隨後告知綺蘭的下落以後自殺。